# ۵۲۵ (میلادی)
۵۲۵ (میلادی) پانصد و بیست و پنجمین سال تقویم میلادی است.

## درگذشتگان
‎